# Dave Fleischer
Dave Fleischer (New York, 14 juli 1894 – Los Angeles, 25 juni 1979) was een Amerikaanse filmregisseur, filmproducent en animator, afkomstig uit een Joods-Oostenrijks immigrantengezin.
Hij is bekend geworden als mede-eigenaar van de Fleischer Studios, samen met zijn oudere broer Max Fleischer.